# Мелітопольський багатопрофільний центр професійно-технічної освіти
Мелітопольський багатопрофільний центр професійно-технічної освіти (МБЦ ПТО) — професійно-технічний освітній заклад у Мелітополі, який веде підготовку за будівельними спеціальностями.

## Історія
Спочатку учбовий заклад називався ПТУ № 24, потім — «Мелітопольський будівельний центр професійно-технічної освіти».

## Діяльність
Центр веде підготовку за будівельними спеціальностями: маляр, штукатур, плиточник, муляр, зварювальник, монтажник.
Учні центру успішно виступають на міських змаганнях з баскетболу, шахів і, особливо, пауерліфтингу. У 2007 році на базі спорткомплексу МБЦ ПТО пройшов чемпіонат України з пауерліфтингу та жиму лежачи. У 2017 до складу центру приєднався «Мелітопольський професійний ліцей залізничного транспорту» (тепер МБЦ ПТО (Залізничний корпус)).